# عبد الله بن صفوان
عبد الله بن صفوان تابعي من رواة الحديث النبوي وأحد كبار أنصار عبد الله بن الزبير ، اسمه أبو صفوان عبد الله بن صفوان بن أمية بن خلف الجمحي المكي ابن الصحابي صفوان بن أمية بن خلف ، كان أكبر ولد أبيه ولد في حياة النبي لكنه لم يدركه ، روى الحديث عن أبيه وعمر بن الخطاب وأبو الدرداء الأنصاري وحفصة، وروى عنه حفيده أمية بن صفوان وابن أبي مليكة وعمرو بن دينار والزهري وسالم بن أبي الجعد.

## نسبه
- هو: عبد الله بن صفوان بن أمية بن خلف بن وهب بن حذافة بن جمح بن عمرو بن هصيص بن كعب بن لؤي بن غالب بن فهر بن مالك بن النضر بن كنانة بن خزيمة بن مدركة بن إلياس بن مضر بن نزار بن معد بن عدنان الجمحي القرشي الكناني.[3]
- أمه هي: برزة بنت مسعود بن عمرو بن عمير الثقفية.[4]

## مناقبه
وكان سيدا شريفا مطاعا بين قومه ، حليما يحتمل الأذى ، وقيل إن المهلب بن أبي صفرة قدم على ابن الزبير من العراق فأطال الخلوة معه فجاء ابن صفوان فقال من هذا الذي شغلك منذ اليوم قال هذا سيد العرب من أهل العراق فقال ينبغي أن يكون المهلب فقال المهلب لابن الزبير ومن هذا الذي يسأل عني يا أمير المؤمنين قال هذا سيد قريش بمكة فقال ينبغي أن يكون عبد الله بن صفوان .
وقال الزبير بن بكار بسنده: قدم معاوية بن أبي سفيان حاجا فتلقاه الناس فكان ابن صفوان في جملة من تلقاه فجعل يساير معاوية وجعل أهل الشام يقولون من هذا الذي يساير أمير المؤمنين فلما انتهى إلى مكة إذا الجبل أبيض من الغنم فقال يا أمير المؤمنين هذه غنم أجزتكها فإذا هي ألفا شاة فقال أهل الشام ما رأينا أكرم من ابن عم أمير المؤمنين .

## مع ابن الزبير
كان عبد الله بن صفوان من أنصار عبد الله بن الزبير ، ومع جملة من صبر مع ابن الزبير حين حصار الحجاج بن يوسف الثقفي ، فقال له ابن الزبير إني قد أقلتك بيعتي فاذهب حيث شئت فقال إني إنما قاتلت عن ديني .

## وفاته
قتل عبد الله بن صفوان في حصار الحجاج بن يوسف الثقفي لمكة مع عبد الله بن الزبير وهو متعلق بأستار الكعبة عام (73 هـ - 692) ، قال يحيى بن سعيد الأنصاري جاءوا إلى المدينة برأس عبد الله بن صفوان ورأس عبد الله بن الزبير ورأس عبد الله بن مطيع.